# Cinnamomum subcuneatum
Cinnamomum subcuneatum är en lagerväxtart som beskrevs av Friedrich Anton Wilhelm Miquel. Cinnamomum subcuneatum ingår i släktet Cinnamomum och familjen lagerväxter. Inga underarter finns listade i Catalogue of Life.